# Qālebī-ye Soflá
Qālebī-ye Soflá (persiska: قالِبی, قالبی سفلی) är en ort i Iran.   Den ligger i provinsen Lorestan, i den västra delen av landet, 400 km sydväst om huvudstaden Teheran. Qālebī-ye Soflá ligger 934 meter över havet och antalet invånare är 425.
Terrängen runt Qālebī-ye Soflá är huvudsakligen kuperad. Qālebī-ye Soflá ligger nere i en dal.Runt Qālebī-ye Soflá är det ganska tätbefolkat, med 62 invånare per kvadratkilometer. Närmaste större samhälle är Vasīān, 11,5 km öster om Qālebī-ye Soflá. Omgivningarna runt Qālebī-ye Soflá är i huvudsak ett öppet busklandskap.